# 부모은중경
《부모은중경》(父母恩重經, T.2887) 또는 《불설대보부모은중경》(佛說大報父母恩重經)은 부모의 은혜의 높고 넓음을 가르치고, 이에 보답할 것을 가르치는 대승불교 불경이다.
출가하여 깨달음을 얻으라는 불교의 가르침이 중국을 거쳐 전래되면서 유교적 효를 배척하지 않고, 불교적인 효도를 설한 경전이다. 한국, 중국, 일본에 널리 퍼져 있으며 한국에서는 유교가 성행하던 조선 시대에 널리 읽혀졌으며, 삽화를 곁들인 언해본 출판도 성행했다.
성립 시기가 확실하지 않고, 유교의 사상을 강조하기 때문에 위경으로 보는 경향이 있지만 이미 기원후 2세기 안세고가 번역한 불설부모은난보경에서 그 원형을 찾을 수 있다.

## 내용
부처님께서 길을 가시다가 한 무더기의 뼈를 보고 절을 하시는 장면으로부터 시작되어, 어머니가 자식을 잉태하는 10개월 동안의 태아의 상태를 생태학적으로 설명하고, 부모의 10대 은혜, 은혜를 저버리는 불효한 행동, 부모님의 은혜 갚기의 어려움, 불효한 자의 과보, 은혜를 갚는 길을 설명하고 있다. 주로 아버지보다는 어머니의 은혜를 강조하고 있다. 유교의 효경은 효도를 강조하지만, 부모은중경은 은혜를 강조한다.